# 키스 맥더못
키스 맥더멋(Keith McDermott, 1953년 9월 28일 ~ )은 미국의 소설가, 배우이다.
휴스턴에서 태어났다.

## 영화
- 버드 오브 아메리카 (2008년)
- 슬리핑-다운 라이프 (1999, A Slipping-Down Life)
- 알렉스 실종 사건 (1983년)
- 투어리스트 트랩 (1979년)